# Dekanat czernikowski
Dekanat czernikowski – jeden z 33 dekanatów rzymskokatolickiej diecezji włocławskiej.
W skład dekanatu wchodzą następujące parafie:
- parafia św. Bartłomieja w Czernikowie
- parafia NMP Królowej Polski w Ciepieniu
- parafia Świętej Trójcy w Działyniu
- parafia św. Marcina w Mazowszu
- parafia Ścięcia św. Jana Chrzciciela w Nowogrodzie
- parafia Świętego Krzyża w Suminie
- parafia św. Anny w Trutowie

Dziekan dekanatu czernikowskiego
- ks. kanonik dr hab. Krzysztof Graczyk - proboszcz parafii św. Bartłomieja w Czernikowie

Wicedziekan
- ks. kanonik Tomasz Muraszewski - proboszcz parafii Trójcy Świętej w Działyniu